# Sean Hoare
Sean Hoare (Dublino, 15 marzo 1994) è un calciatore irlandese, difensore del St Patrick's.

## Carriera

### Club
Ha giocato nella prima divisione irlandese.

### Nazionale
Tra il 2014 ed il 2016 ha giocato complessivamente 5 partite nella nazionale irlandese Under-21.

## Palmarès

### Club

#### Competizioni nazionali
- Supercoppa d'Irlanda: 3

St Patrick's: 2014
Dundalk: 2019
Shamrock Rovers: 2022
- Coppa d'Irlanda: 3

St Patrick's: 2014
Dundalk: 2018, 2020
- Coppa di Lega irlandese: 4

St Patrick's: 2015, 2016
Dundalk: 2017, 2019
- Campionato irlandese: 4

Dundalk: 2018, 2019
Shamrock Rovers: 2021, 2022